# 6661 Ikemura
6661 Ikemura eller 1993 BO är en asteroid i huvudbältet som upptäcktes den 17 januari 1993 av de båda japanska astronomerna Toshimasa Furuta och Yoshikane Mizuno vid Kani-observatoriet. Den är uppkallad efter den japanske amatörastronomen Toshihiro Ikemura.
Asteroiden har en diameter på ungefär 11 kilometer.